# Un anno di dominazione fascista
Un anno di dominazione fascista (Un any de dominació feixista) és un escrit polític de Giacomo Matteotti del 1923 en què l'autor, diputat socialista a Itàlia, denuncia el caràcter violent del Feixisme italià. Serà assassinat poc després d'aquesta publicació. Segons la periodista Alba Sidera, el llibre es pot considerar un dels primers assajos crítics sobre el feixisme.

## Contingut
| «                    | els números, els fets i els documents recollits en aquestes pàgines mostren... que mai, com en l'any feixista, l'arbitrarietat s'ha substituït per la llei, l'Estat s'ha esclavitzat a la facció, la Nació s'ha dividit en dos ordres, governants i súbdits | » |
| — exèrcit del llibre | |   |

L'assaig és una forta crítica al feixisme, del qual condemna, en primer lloc, la justificació de la violència en la gestió del poder i també les contradiccions discordants entre les polítiques anunciades i les implementades (per exemple, l'incentiu a l'especulació financera, al contrari del que va ser declarat) després d'un any de govern a Itàlia. L'abús dels estatuts és el tema d'una secció del llibre.
La violència del feixisme encara es manifestava després del seu primer any de govern, amb l'aparició de nombrosos episodis violents contra els seus oponents polítics. Poc després d'aquesta denúncia, l'escriptor fou assassinat.
El llibre es divideix en dues parts, una on l'autor fa un buidatge de declaracions extretes tant de mítings polítics de Mussolini com de la premsa escrita, on s'incita a l'odi i a la violència. A la segona part, hi ha una llista documental d'agressions i assassinats, incloent assals a edificis educatius, religiosos, culturals, sindicals i vivendes de particulars.

## Edicions
- Un anno di dominazione fascista, Roma, Tip. italiana, 1923
- Un anno di dominazione fascista, amb un text de Umberto Gentiloni Silveri, pròleg de Walter Veltroni, Milano, Rizzoli, 2019, ISBN 978-88-171-3894-9.[2]

Traduccions
- (anglès) The fascists exposed. A Year of Fascist Domination, translated by E. W. Dickes, Londra, Independent Labour Party Publication Department, 1924; rist. Howard Fertig, 1969.
- (francès) Une année de domination fasciste, Bruxelles, Maison nationale d'edition, 1924.
- (alemany) Fascismus in Italien. Grundlagen - Aufstieg - Niedergang (con Hanns Erich Kaminski), Berlino, Verlag für Sozialwissenschaft, 1925.